# Henry Hoskyns
Henry William Furse Hoskyns –conocido como Bill Hoskyns– (Londres, 19 de marzo de 1931-North Perrott, 4 de agosto de 2013) fue un deportista británico que compitió en esgrima, especialista en las modalidades de florete y espada.
Participó en seis Juegos Olímpicos de Verano entre los años 1956 y 1976, obteniendo dos medallas, plata en Roma 1960 y plata en Tokio 1964. Ganó cinco medallas en el Campeonato Mundial de Esgrima entre los años 1955 y 1965.

## Palmarés internacional
| Juegos Olímpicos   | Juegos Olímpicos            | Juegos Olímpicos  | Juegos Olímpicos      |
| Año                | Lugar                       | Medalla           | Prueba                |
| ------------------ | --------------------------- | ----------------- | --------------------- |
| 1960               | Roma (Italia)               | Medalla de plata  | Espada por equipos    |
| 1964               | Tokio (Japón)               | Medalla de plata  | Espada por individual |
| Campeonato Mundial |                             |                   |                       |
| Año                | Lugar                       | Medalla           | Prueba                |
| 1955               | Roma (Italia)               | Medalla de bronce | Florete por equipos   |
| 1957               | París (Francia)             | Medalla de bronce | Espada por equipos    |
| 1958               | Filadelfia (Estados Unidos) | Medalla de oro    | Espada individual     |
| 1965               | París (Francia)             | Medalla de plata  | Espada individual     |
| 1965               | París (Francia)             | Medalla de plata  | Espada por equipos    |